# Trilostan
Trilostan ist der generische Name einer zur Stoffklasse der Steroide zählenden chemischen Verbindung, die in der Tiermedizin zur Behandlung einer hypophysenabhängigen Nebennierenüberfunktion eingesetzt wird. Trilostan hemmt das 3β-Hydroxysteroid-Dehydrogenase-Enzymsystems und damit kompetitiv die Synthese verschiedener Steroidhormone (z. B. Kortisol und Aldosteron) in der Nebennierenrinde, ist selbst aber hormonell inaktiv. Der Arzneistoff ist gut verträglich und wirkt sehr sicher, schnell und reversibel. Die Nebenwirkungen sind deutlich geringer als bei Mitotan.
Die Biotransformation erfolgt in der Leber. Die Plasmahalbwertszeit beträgt acht Stunden.
Es wird zur Behandlung des Cushing Syndroms bei Hunden (Canines Cushing-Syndrom), Pferden (Equines Cushing-Syndrom, ECS), Katzen und Meerschweinchen sowie der Alopecia X bei einigen Hunderassen eingesetzt.

## Handelsnamen
Modrenal, Vetoryl 